# Виктория Фарнезе (герцогиня Модены)
Викто́рия Фарне́зе (итал. Vittoria Farnese), она же принцесса Викто́рия Па́рмская (итал. Vittoria, Principessa di Parma), в замужестве Викто́рия Фарне́зе д’Эсте́ (итал. Vittoria Farnese d’Este; 29 апреля 1618, Парма, Пармское герцогство — 10 августа 1649, Модена, Моденское герцогство) — принцесса из дома Фарнезе, дочь Рануччо I, герцога Пармы и Пьяченцы. Вторая жена герцога Франческо I; в замужестве — герцогиня Модены и Реджо.
Прожила в браке чуть более года, заслужив уважение подданных за благочестие и щедрость. Умерла вследствие тяжёлых родов.

## Биография

### Происхождение
Виктория родилась в Парме 29 апреля 1618 года. Она была восьмым ребёнком и четвёртой дочерью Рануччо I, герцога Пармы и Пьяченцы из дома Фарнезе, и Маргариты Альдобрандини, аристократки из рода Альдобрандини. По линии отца принцесса приходилась внучкой Алессандро, герцогу Пармы и Пьяченцы, и Марии де Гимарайнш, инфанте Португалии из Ависского дома. По линии матери была внучкой Джованни Франческо Альдобрандини, князя Россано, и Олимпии Альдобрандини — племянников римского папы Климента VIII.

### Брак
12 февраля 1648 года в Парме Виктория сочеталась браком с Франческо I, герцогом Модены и Реджо из дома Эсте. Жених принцессы был многодетным вдовцом. Первым браком он был женат на Марии Екатерине Пармской, старшей сестре Виктории. Этот брак продлился с 1631 по 1646 год. В нём родились девять детей, племянников Виктории, из которых выжили только пятеро. После свадьбы супруги прибыли в Модену.
В честь бракосочетания герцога и герцогини поэты Джулиано Кассиани и Фламинио Кальви сочинили канцоны. Во время свадебных торжеств в Модене был поставлен балет «Победа Гименея» (итал. La Vittoria d’Imeneo), написанный композитором Бенедетто Феррари и посвящённый им молодожёнам.
Брак самой Виктории продлился недолго. Она была моденской и реджийской герцогиней только восемнадцать месяцев и успела заслужить уважение у подданных за своё благочестие и щедрость. 8 августа 1649 года Виктория родила дочь, которую назвали именем матери. Принцесса Виктория Моденская не дожила до совершеннолетия.

### Смерть
После родов у герцогини началась лихорадка, которая продлилась два дня. Виктория Пармская умерла 10 августа 1649 года. Она была похоронена в усыпальнице дома Эсте в церкви Святого Викентия в Модене.
Овдовев во второй раз, Франческо I снова женился. В октябре 1654 года в городе Лорето он сочетался браком с Лукрецией Барберини. Этот брак стал для него последним.
Сохранились два прижизненных портрета Виктории Пармской. Один из них кисти неизвестного, датируемый 1648 годом, хранится в частной коллекции Народного банка Эмилии-Романьи в Модене. Другой, 1640—1649 годов, приписываемый кисти Сустерманса, входит в собрание галереи Эсте в Модене.